# رابرت جی. واکر
رابرت جی. واکر (به انگلیسی: Robert John Walker) سناتور سابق عضو حزب دموکرات ایالات متحده آمریکا بود. وی در سال ۱۸۳۵ تا ۱۸۴۵ میلادی سناتور ایالت میسیسیپی در سنای ایالات متحده آمریکا بود.